# Libra de Guayana Francesa
La libra de Guayana Francesa  o bien libra de la Colonia de Cayena era la unidad monetaria intermitente desde 1780 hasta 1794 y de 1817 a 1818 de la Colonia de Cayena, como se la llamaba en las monedas hasta 1816, cuando cambió el nombre al de Guayana Francesa.

## Historia
La libra de la Colonia de Cayena o Guayana Francesa surgió en 1780 con ceca en París, para remplazar a la libra de las Colonias Francesas americanas porque comenzaron a escasear, al igual que las de la metrópoli.
En 1781 los británicos habían ocupado las vecinas colonias neerlandesas de Esequibo, de Demerara, de Berbice y la isla antillana de San Eustaquio las cuales fueron subordinadas a la isla de Barbados, pero desde febrero de 1782 a 1784 (San Eustaquio hasta 1801) los franceses se las usurparon para unirlas a la colonia de Cayena, por lo que en esos años usaron su libra colonial hasta ser devueltas a los neerlandeses.
Se acuñaron hasta 1790 pero circularon hasta 1794, cuando comenzó a llegar las monedas del nuevo franco de la Primera República francesa que se distribuyó en todas las colonias. Con la proclamación del Primer Imperio francés también comenzaron a llegar los francos de esta etapa.
Al comenzar las guerras napoleónicas y la invasión de Portugal con la ayuda de España, y con el consecuente traslado de la Corte portuguesa al Virreinato de Brasil, con ayuda británica surgió la invasión de la Guayana Francesa en 1809, la cual fue inmediatamente ocupada por los luso-brasileños.
Consecuentemente a partir de 1809, circularon monedas del nuevo Reino de Brasil pero por el Congreso de Viena de 1815 deberían haber devuelto la colonia al restaurado Reino de Francia, comenzando a acuñarse nuevamente fracciones de libras en 1816 nuevamente con ceca en París que recién circularon desde febrero de 1817 —cuando llegó a Cayena el gobernador francés trayéndolas y se retiraron las fuerzas de ocupación luso-brasileñas— hasta 1818, año de la acuñación del nuevo franco de Guayana Francesa.

## Monedas
- 2 sous de vellón, de bronce o de cobre, con años 1780-1783 y 1786-1790. También de plata con año 1789[1] y de vellón con año 1816.[2]
- 3 sous de vellón con año 1781.[1]